# Лас-Плумас
Лас-Плумас (исп. Las Plumas) — посёлок в департаменте Мартирес провинции Чубут (Аргентина), административный центр департамента.

## История
Основан в 1921 году. С 1928 по 1961 годы был главным городом Центральной железной дороги провинции Чубут. После того, как в 1961 году железная дорога прекратила функционировать, местные жители разобрали рельсы и шпалы на ограды для ферм, а населённый пункт лишился основной части своего населения.